# Saki Fujita
Saki Fujita (藤田 咲, Fujita Saki, geboren am 19. Oktober 1984) ist eine japanische Synchronsprecherin (Seiyū) aus Tokyo. Sie sang das Outro des Anime Tokimeki Memorial Only Love, „Kiseki no Kakera“, (奇跡のかけら) zusammen mit Yuki Makishima und Yukako Yoshikawa. Zusammen mit Kana Asumi und Eri Kitamura sang sie unter anderem auch die Intros von Working!! – Someone Else, Coolish Walk, Now!!!Gamble. Die größte Bekanntheit erreichte sie durch ihre Rolle als Akagi in Kantai Collection, Ayano Sugiura in YuruYuri und Yukari Kotozume/Cure Macaron in Kirakira PreCure a la Mode.
Ihre Stimme bildet die Grundlage der Stimmdatenbank des Sprachsynthesizers Vocaloid von Crypton Future Media für den Charakter Hatsune Miku.

## Filmografie
2005
- Akahori Gedou Hour Rabuge (Maid)
- Happy Seven ~The TV Manga~ (Tomomi Sasaki)
- Shuffle! – (ein Schulmädchen)
- Speed Grapher (Kozue Kokubunji)

2006
- Tokimeki Memorial Only Love (Mina Yayoi)
- Tsuyokiss Cool×Sweet (Kinu Kanisawa)
- Yoshinaga-san Chi no Gargoyle (Momo Katagiri, Rimu)

2007
- Gakuen Utopia Manabi Straight! (Momoha Odori)

2008
- Akiba-chan (Milk-chan)
- Kamen no Maid Guy (Elizabeth K. Strawberryfield)
- Yozakura Quartet (Ao Nanami)

2009
- Chrome Shelled Regios (Munfa Rufa)
- Heaven’s Lost Property (Tomoko)

2010
- Angel Beats! (Hitomi)
- Durarara!! (Ruri Hijiribe)
- Heaven’s Lost Property: Forte (Tomoko)
- Night Raid 1931 (Fuu Lan)
- Ōkami Kakushi (Kuzumi Mana)
- Working!! (Mahiru Inami)
- The Legend of the Legendary Heroes (Milk Kallaud)

2011
- Jewelpet Sunshine (DonaDona)
- SKET Dance (Chika, Chuutarou Oozora, Haruko, Mariko Satonaka, Yamako Hanada)
- Working’!! (Mahiru Inami)[1]
- YuruYuri (Ayano Sugiura)

2012
- Battle Spirits: Heroes (Kimari Tatsumi)
- Chōsoku Henkei Gyrozetter (Haruka)
- Jewelpet Kira☆Deco! (DonaDona)
- Sankarea: Undying Love (Natsukawa)
- YuruYuri♪♪ (Ayano Sugiura)

2013
- A Town Where You Live (Rin Eba)
- Arpeggio of Blue Steel -Ars Nova- (Hyūga)
- Attack on Titan (Ymir)
- Devils and Realist (Jeanne d’Arc)
- Koroshiya-san: The Hired Gun (Chichi no Kataki Onna)
- Muromi-san (Otohime)
- Yozakura Quartet: Hana no Uta (Ao Nanami)

2014
- Dragon Collection (Pennetta)
- Engaged to the Unidentified (Konoha Suetsugi)
- Girl Friend Beta (Tomo Oshii)
- Gundam Build Fighters Try (Shia Kijima)
- Log Horizon 2 (Lasphere)
- Magical Warfare (Hotaru Kumagai)
- Sakura Trick (Mitsuki Sonoda)
- Sword Art Online II (Skuld)

2015
- Assassination Classroom (Ritsu)[2]
- Attack on Titan: Junior High (Ymir)
- Durarara!!x2 (Ruri Hijiribe)
- Go! Princess PreCure (Chieri)
- Kantai Collection (Akagi)
- Rampo Kitan: Game of Laplace (Minami)
- Wish Upon the Pleiades (Nanako)
- Working!! (Mahiru Inami)
- YuruYuri Nachuyachumi! + (Ayano Sugiura)
- YuruYuri San Hai! (Ayano Sugiura)

2016
- Brave Witches (Fumika Kitagou)
- Danganronpa 3: The End of Kibōgamine Gakuen (Seiko Kimura)
- Sakamoto desu ga? (Tanaka)
- New Game! (Yamada)

2017
- Attack on Titan Season 2 (Ymir)
- Armed Girl’s Machiavellism (Kyoubou, Doumou and Eva Maria Rose)
- King’s Game The Animation (Aya Kuramoto)
- Kirakira PreCure a la Mode (Yukari Kotozume/Cure Macaron)[3]
- New Game!! (Yamada)
- Seiren (Yukie Takato)

2018
- Conception (Femiruna)
- Cardcaptor Sakura: Clear Card (Rika Sasaki, ersetzt Tomoko Kawakami)
- Shinkansen Henkei Robo Shinkalion (Hatsune Miku)
- Hugtto! PreCure (Yukari Kotozume/Cure Macaron)

2019
- Boruto: Naruto Next Generations (Remon Yoimura)

2021
- Yashahime: Princess Half-Demon – The Second Act (Rion)[4]

2022
- Birdie Wing: Golf Girls’ Story (Ichina Saotome)[5]
- Kantai Collection: Someday in that Sea (Akagi)[6]

2023
- Dropkick on my Devil X (Hatsune Miku)[7]

### Animationsfilme
- Jewelpet the Movie: Sweets Dance Princess (2012) (Coron, DonaDona)
- KanColle: The Movie (2016) (Akagi, Tokitsukaze)
- Pretty Cure Dream Stars! (2017) (Yukari Kotozume/Cure Macaron)
- Kirakira PreCure a la Mode the Movie: Crisply! The Memory of Mille-feuille! (2017) (Yukari Kotozume/Cure Macaron)
- Pretty Cure Super Stars (2018) (Yukari Kotozume/Cure Macaron)
- Violence Voyager (2019) (Yoshiko)

### Original Video Animation (OVA)
- Hiyokoi (2010) (Ritsuka Nakano)
- Mayo Elle Otoko no Ko (2010) (Tamazusa Shirogane)
- Baby Princess 3D Paradise 0 Love (2011) (Tsurara Amatsuka)
- Ai Mai! Moe Can Change! (2012) (Ai Server, Mi Server)
- Namiuchigiwa no Muromi-san: Pangea Chou Tairiku no Muromi-san (2013) (Otohime)
- YuruYuri Nachuyachumi! (2014) (Ayano Sugiura)
- Armed Girl’s Machiavellism (2017) (Kyoubou)
- Yuru Yuri, (2019) (Ayano Sugiura)

### Original Net Animation (ONA)
- Wish Upon the Pleiades (2011) (Nanako)
- Cyclops Shōjo Saipu (2013) (Rin Fujisaki)
- Koro-sensei Quest! (2016) (Ritsu)
- MiniYuri (2019) (Ayano Sugiura)
- Petit Seka (2022) (Hatsune Miku)

### Videospiele
2006
- Tokimeki Memorial Online (Mina Yayoi / Onlinespiel für den PC)

2007
- Gakuen Utopia Manabi Straight! Kira Kira☆Happy Festa! (Momoha Odori / PS2 Spiel)

2009
- Agarest Senki Zero (Alice)
- Hatsune Miku: Project DIVA (Hatsune Miku)

2010
- Agarest Senki Zero: Dawn of War (Alice)
- Hatsune Miku: Project DIVA Arcade (Hatsune Miku)
- Hatsune Miku: Project DIVA 2nd (Hatsune Miku)

2011
- Rune Factory Oceans (Quinn)
- Nora to Toki no Kōbō: Kiri no Mori no Majo (Mellow)
- Hatsune Miku: Project DIVA Extend (Hatsune Miku)

2012
- Tales of Innocence (QQ Selesneva)
- Street Fighter X Tekken (Elena)
- Hatsune Miku and Future Stars: Project Mirai (Hatsune Miku)
- Miku Flick (Hatsune Miku)
- Miku Flick/02 (Hatsune Miku)
- Hatsune Miku: Project DIVA F (Hatsune Miku)

2013
- Super Robot Wars UX (Fei-Yen HD, Hatsune Miku)
- Kantai Collection (8 different ships, Kantai Collection#Synchronisation)
- Hatsune Miku: Project Mirai 2 (Hatsune Miku)

2014
- Ultra Street Fighter IV (Elena)
- Hatsune Miku: Project DIVA F 2nd (Hatsune Miku)

2015
- BlazBlue Chrono Phantasma Extend (Cajun Faycott)

2016
- Digimon World: Next Order (Shiki)
- Hatsune Miku: Project DIVA X (Hatsune Miku)

2018
- Grand Chase: Dimensional Chaser (Lydia Norwood, Dark Nephilim)

2019
- Destiny Child Global (Hatsune Miku, Snow Miku, Princess Snow Miku)
- Arknights (Yato)
- Lilycle Rainbow Stage!!! (Seira Hitsuji)
- Variable Barricade (Hibari Tojo)

2020
- Hatsune Miku: Project DIVA Mega Mix (Hatsune Miku)

2021
- Gate of Nightmares (Abigail)

### Hörspiele
- Strobe Edge (2008) (Noriko)
- The Demon Prince of Momochi House (2014) (Himari Momochi)
- The Demon Prince of Momochi House Part 2 (2015) (Himari Momochi)
- The Demon Prince of Momochi House Part 3 (2015) (Himari Momochi)